# Гельхсхайм
Гельхсхайм (нем. Gelchsheim) — ярмарочная община в Германии, в земле Бавария.
Подчиняется административному округу Нижняя Франкония. Входит в состав района Вюрцбург. Подчиняется управлению Ауб. Население составляет 790 человек (на 31 декабря 2010 года). Занимает площадь 15,75 км².

## Население
По оценке на 31 декабря 2015 года население общины Гельхсхайм составляет 801 чел. 

| Дата      | 1840 | 1871 | 1900 | 1925 | 1939 | 1950 | 1961 | 1970 | 1987 | 2011 |
| --------- | ---- | ---- | ---- | ---- | ---- | ---- | ---- | ---- | ---- | ---- |
| Население | 795  | 913  | 973  | 966  | 954  | 1290 | 1144 | 974  | 855  | 809  |

	  
 Неверный параметр metadata Гельхсхайм